# Alatina pyramis
Alatina pyramis is een tropische kubuskwal uit de familie Alatinidae. De kwal komt uit het geslacht Alatina. Alatina pyramis werd in 1880 voor het eerst wetenschappelijk beschreven door Haeckel. 